# Саллом-Во
Саллом-Во (англ. Sullom Voe) — узкий залив, бухта в архипелаге Шетландских островов, Шотландия. Морской порт.

## Этимология
Окончание -во (англ. -voe) — распространённое на Шетландских островах название узкого залива.

## География
Узкий залив Саллом-Во более чем на десять километров врезан в северный берег острова Мейнленд, крупнейшего острова в архипелаге Шетландских островов. В своей северной части залив имеет выход в пролив Йелл-Саунд, разделяющий острова Мейнленд и Йелл. На выходе из бухты острова Ламба и Литтл-Ро.
У южного берега залива расположена деревня Брэй.

## История

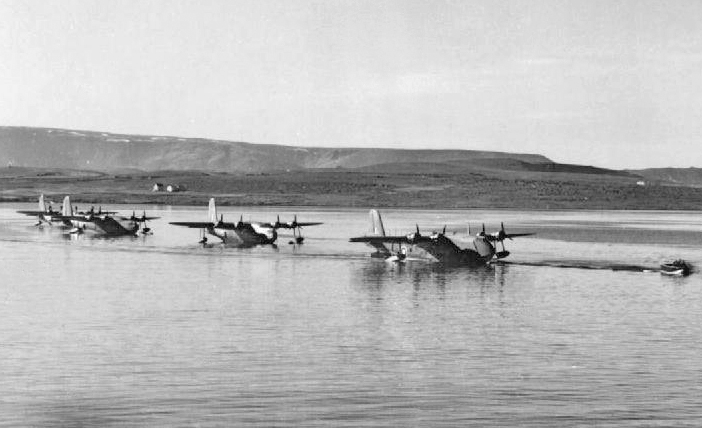
Гидропланы 204-го эскадрона в бухте Саллом-Во. 1941 год.

Залив Саллом-Во служил базой для 190-го, 201-го, 204-го, 209-го, 210-го, 228-го, 240-го, 330-го, 413-го эскадрона Королевских военно-воздушных сил Великобритании, 461-го эскадрона Королевских военно-воздушных сил Австралии.
В 1940-м году в заливе базировались суда участвовавшие в Датско-норвежской операции. Среди кораблей — HMS Hero (H99).

## Экономика

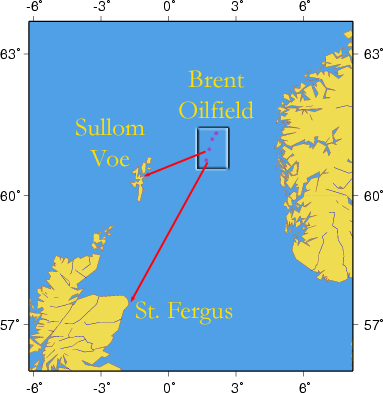
Нефтяное месторождение Брент

На восточном берегу бухты нефтяной терминал «Саллом-Во» и аэропорт Скатста.

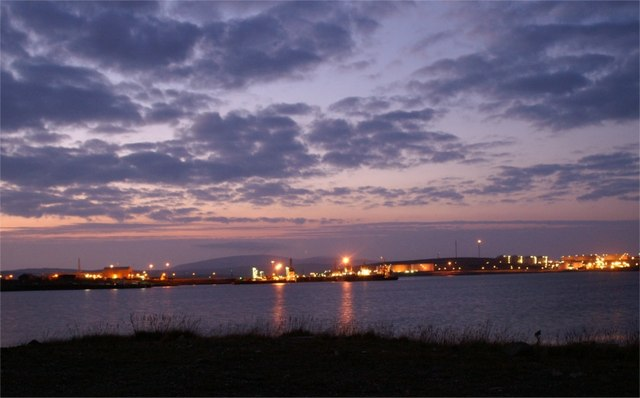
Нефтяной терминал «Саллом-Во»

В нефтяной терминал «Саллом-Во» трубопроводом поступает нефть марки Brent из месторождения Брент в Северном море. Нефтяной терминал находится под управлением компании BP Exploration Operating Company Ltd.
Порт в бухте Саллом-Во принадлежит и управляется специальным органом «Sullom Voe Harbour Authority» Совета Шетландских островов.
Вдоль восточного берега бухты проходит автодорога «B9076» (Тофт — аэропорт Скатста — Брэй).

## Фильмография
Короткометражный документальный фильм «The Shetland Experience» (1977) режиссёра Дерека Уильямса рассказывает о постройке нефтяного терминала «Саллом-Во». В 1978 году фильм номинирован на «Оскар» в категории лучший документальный короткометражный фильм.